# Hasan Minhaj
Hasan Minhaj (en Hindi: हसन मिन्हाज; en Urdu: حسن منہاج; Davis, 23 de septiembre de 1985) es un comediante, escritor, productor, comentarista político, actor y presentador de televisión estadounidense de ascendencia india. Su programa de Netflix Patriot Act con Hasan Minhaj ganó dos premios Peabody y dos premios Webby.
Después de trabajar como comediante y aparecer en papeles televisivos menores, saltó a la fama por su trabajo en The Daily Show como corresponsal principal del 2014 al 2018. Minhaj fue el orador destacado en la Cena de Corresponsales de la Casa Blanca de 2017. Su primer especial de comedia stand-up, Homecoming King, debutó en Netflix el 23 de mayo de 2017, recibió críticas positivas de los críticos y le valió su primer premio Peabody en 2018.
Minhaj dejó The Daily Show en agosto de 2018 para presentar un programa de comedia semanal, Patriot Act with Hasan Minhaj, que debutó en Netflix el 28 de octubre de 2018. En abril de 2019, ganó su segundo premio Peabody por Patriot Act y fue incluido en la lista de las 100 personas más influyentes del mundo por la revista Time.
Minhaj se encuentra actualmente en la temporada 2 del drama de Apple TV+, The Morning Show en un papel recurrente.

## Primeros años
Hasan Minhaj nació en Davis, California, el 23 de septiembre de 1985, dentro del seno de una familia musulmana proveniente de la india. Sus padres, Najme y Seema Minhaj (de soltera Usmani) emigraron desde Aligarh, Uttar Pradesh a Estados Unidos; donde nació y se crio Hasan. Después de su nacimiento, él y su padre, un químico orgánico, se quedaron en Estados Unidos. Su madre regresó a la India durante ocho años para completar la escuela de medicina. Hasan asistió a Davis Senior High School y se graduó en 2003. Posteriormente asistió a la Universidad de California en Davis, donde se graduó con una licenciatura en Ciencias Políticas en 2007.

## Carrera

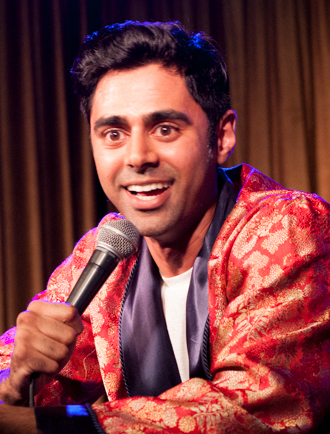
Minhaj en 2013

Mientras estaba en la universidad, se interesó en la comedia después de ver Never Scared de Chris Rock, el primer especial de stand-up que vio. Comenzó a viajar a San Francisco para actuar. En 2008, ganó la competencia "Best Comic Standing" de Wild 94.9, lo que resultó en su trabajo como telonero de Katt Williams, Pablo Francisco y Gabriel Iglesias. También trabajó a tiempo parcial para el sitio web Ning, una experiencia que utilizó para escribir comedia. Minhaj ha mencionado a Kevin Shea, W. Kamau Bell y Arj Barker como inspiraciones.
En 2009, Minhaj se mudó a Los Ángeles para actuar en Stand-up for Diversity de la NBC, en el que fue finalista. En 2011, fue recurrente en el programa televisivo, State of Georgia y protagonizó varios papeles en el programa de cámara oculta de MTV Disaster Date. A través de publicaciones en YouTube, fue elegido para Failosophy en MTV. En 2013, Minhaj apareció como invitado en Arrested Development y Getting On. Presentó Stand Up Planet en 2013 y una serie web, The Truth with Hasan Minhaj, en 2014. En 2014, prestó su voz a Rabi Ray Rana en el videojuego Far Cry 4 .
El 19 de noviembre de 2014, Minhaj se unió a The Daily Show como corresponsal, el último contratado por el entonces presentador Jon Stewart. Se le pidió a Minhaj que asistiera a una audición con material nuevo después de que envió una cinta de él interpretando una idea para un segmento de Daily Show, pero inicialmente entró en pánico porque no tenía otro material preparado. El viernes anterior a la audición de Minhaj, Ben Affleck y Bill Maher tuvieron un acalorado intercambio sobre el Islam en el programa Real Time with Bill Maher, y Minhaj usó eso para un nuevo sketch que llamó "Batman vs. Bill Maher".
El 18 de junio de 2016, Minhaj realizó un set como presentador de la Cena anual de corresponsales de radio y televisión. El conjunto llamó la atención por su condena de la inacción del Congreso de los Estados Unidos en la aprobación de la legislación de control de armas.
El 29 de abril de 2017, Minhaj fue el orador destacado en la Cena de Corresponsales de la Casa Blanca, donde asumió el papel tradicional de asar la sociedad de Washington D. C., la política nacional, los eventos actuales, el presidente actual, el cuerpo de prensa de Washington y los medios estadounidenses. Criticó al presidente estadounidense, Donald Trump, que estaba boicoteando la cena, llamándolo "mentiroso en jefe", y recordó a la prensa que hiciera su trabajo.
El espectáculo unipersonal de Minhaj, Homecoming King, debutó en el Off-Broadway en octubre de 2015. El programa presentó un tema central de la experiencia de los inmigrantes en los Estados Unidos hoy en día, ilustrado con historias de la vida de Minhaj como musulmán indio-estadounidense de segunda generación. Más tarde convirtió el programa en su primer especial de stand-up, Hasan Minhaj: Homecoming King, que se estrenó en Netflix el 23 de mayo de 2017. El especial fue filmado en el Mondavi Center en la alma mater de Minhaj, UC Davis, en enero de 2017, y ganó un premio Peabody de televisión.
En marzo de 2018, Netflix anunció que Minhaj presentaría su propio programa semanal en la plataforma. El nuevo programa, titulado Patriot Act with Hasan Minhaj, se estrenó el 28 de octubre de 2018. El programa recibió un pedido inicial de 32 episodios. Patriot Act explora el panorama cultural, político y económico moderno. En abril de 2019, Minhaj fue incluido entre en la lista de las 100 personas más influyentes del mundo por la revista Time y ganó su segundo premio Peabody por Patriot Act. Algunos meses después de que se emitiera el episodio de Minhaj sobre la crisis de los préstamos estudiantiles, fue llamado a testificar sobre el tema ante el Congreso de los Estados Unidos en septiembre de 2019. En agosto de 2020, Minhaj anunció que la serie no se renovaría después de 40 episodios.
El 27 de noviembre de 2018, Comedy Central emitió un especial titulado Goatface, con Minhaj, Fahim Anwar, Asif Ali y Aristotle Athari. En febrero de 2019, Minhaj jugó en la lista "Visitante" durante el Juego de estrellas de celebridades de la NBA en el Bojangles 'Coliseum en Charlotte, Carolina del Norte.
En abril de 2019, incumplió su contrato con la Universidad Cornell, al retirarse de su compromiso de ser el orador de graduación del 25 de mayo de 2019. Minhaj no proporcionó una explicación de su retiro.
En septiembre de 2019, testificó durante una audiencia del Comité de Servicios Financieros de la Cámara de Representantes de Estados Unidos sobre la deuda de préstamos estudiantiles.
El 13 de noviembre de 2020, se anunció que Minhaj se uniría a la temporada 2 del drama de Apple TV+ The Morning Show en un papel recurrente.

## Influencias
Minhaj ha dicho que sus influencias en la comedia incluyen a Richard Pryor, Dave Chappelle, Trevor Noah, Junot Díaz, Jon Stewart, Chris Rock, y Stephen Colbert.

## Vida personal
En enero de 2015, Minhaj se casó con Beena Patel, a quien conoció en la universidad. Beena recibió un Doctorado en Salud Pública en 2013 y desde entonces ha trabajado con pacientes sin hogar y es consultora de gestión para MedAmerica. Minhaj y su esposa son indios-estadounidenses de segunda generación; Patel es hindú de ascendencia gujarati, y Minhaj es musulmán, algo que discutió en su especial de comedia, Hasan Minhaj: Homecoming King. Ambos viven en Nueva York. Tienen dos hijos: una hija (nacida en abril de 2018) y un hijo (nacido en febrero de 2020).
Además del inglés, Minhaj habla con fluidez sus lenguas indias nativas, el hindi y el urdu. Minhaj no supo que tenía una hermana hasta los ocho años cuando su madre y su hermana regresaron definitivamente de la India. Ella, Ayesha Minhaj, es abogada y trabaja en el Área de la Bahía de San Francisco .

## Filmografía

### Cine
| Año  | Título                                | Papel             | notas        |
| ---- | ------------------------------------- | ----------------- | ------------ |
| 2010 | True Stories from My Crappy Childhood | Él mismo          | Cortometraje |
| 2011 | Moving Takahashi                      | Grant             | Cortometraje |
| 2012 | Indian Spider-Man                     | Hasan Peter Patel | Cortometraje |
| 2013 | Good Son                              | Hijo del doctor   | Cortometraje |
| 2017 | Rough Night                           | Joe               |              |
| 2018 | Most Likely to Murder                 | Amir              |              |
| 2018 | The Spy Who Dumped Me                 | Topher Duffer     |              |
| 2019 | Dads                                  | Él mismo          | Documental   |
| 2023 | No Hard Feelings                      | Doug              |              |
| 2023 | Haunted Mansion                       | Dibujante         |              |
| 2024 | Babes                                 | Marty             |              |

### Televisión
| Año     | Título                                       | Papel                        | notas                                                          |
| ------- | -------------------------------------------- | ---------------------------- | -------------------------------------------------------------- |
| 2010    | The Wanda Sykes Show                         | Empleado de WMZ              | Episodio: "1.8"                                                |
| 2010    | The Legend of Neil                           | Lynel 2 / Lynel              | 2 episodios                                                    |
| 2011    | Disaster Date                                | Él mismo                     | 18 episodios                                                   |
| 2011    | State of Georgia                             | set                          | 5 episodios                                                    |
| 2013    | Arrested Development                         | Estudiante de medicina indio | Episodio: "A New Start"                                        |
| 2013    | Getting On                                   | Raúl                         | Episodio: "Nightshift"                                         |
| 2013    | Failosophy                                   | Él mismo (anfitrión)         | 12 episodios                                                   |
| 2014-18 | The Daily Show                               | Él mismo (corresponsal)      | 103 episodios                                                  |
| 2016    | Cena de Corresponsales de Radio y Televisión | Él mismo (anfitrión)         | especial de televisión                                         |
| 2017    | Cena de corresponsales de la Casa Blanca     | Él mismo (anfitrión)         | especial de televisión                                         |
| 2017    | Hasan Minhaj: Homecoming King                | Él mismo                     | Stand-up especial                                              |
| 2018    | Champions                                    | Ro                           | Episodio: "My Fair Uncle"                                      |
| 2018    | The Final Table                              | juez invitado                | Episodio: "India"                                              |
| 2018    | Comedians in Cars Getting Coffee             | Él mismo (invitado)          | Episodio: "Nobody Cries At A Joke"                             |
| 2018    | Goatface                                     | Él mismo                     | Especial de Comedy Central                                     |
| 2018-20 | Patriot Act with Hasan Minhaj                | Él mismo (anfitrión)         | 40 episodios; también cocreador, escritor, productor ejecutivo |
| 2021    | The Morning Show                             | Eric                         | Papel recurrente (temporada 2)                                 |

### Videojuegos
| Año  | Título      | Voz                 |
| ---- | ----------- | ------------------- |
| 2014 | muy lejos 4 | Rabi Ray Rana (voz) |

## Premios y nominaciones
| Año  | Asociación         | Categoría                             | Obra nominada                 | Resultado | Ref.          |
| ---- | ------------------ | ------------------------------------- | ----------------------------- | --------- | ------------- |
| 2016 | Premio Chhaya CDC  | Arquitectos del cambio homenajeado    |                               | Ganador   | [ 52 ]        |
| 2017 | Teen Choice Awards | Elección de comediante                |                               | Nominado  | [ 53 ]        |
| 2018 | Premio Shorty      | Mejor en comedia                      | The Daily Show                | Nominado  | [ 54 ]        |
| 2018 | Premios Peabody    | Homenajeado de entretenimiento        | Hasan Minhaj: Homecoming King | Ganador   | [ 55 ]        |
| 2019 | Premios Peabody    | Homenajeado de entretenimiento        | Patriot Act with Hasan Minhaj | Ganador   | [ 30 ]        |
| 2019 | Time               | 100 personas más influyentes          |                               | Ganador   | [ 29 ]        |
| 2019 | Premios Webby      | Video entretenimiento                 | Patriot Act with Hasan Minhaj | Ganador   | [ 56 ] [ 57 ] |
| 2019 | Premios Webby      | Logro especial                        | Patriot Act with Hasan Minhaj | Ganador   | [ 57 ]        |
| 2019 | Premios Webby      | Campaña Social para Televisión y Cine | Patriot Act with Hasan Minhaj | Nominado  | [ 58 ]        |